# Melniboné
Melniboné, también conocida como la Isla del Dragón, es un país imaginario, una isla que aparece en la obra de Michael Moorcock.  Es la patria de Elric, una de las encarnaciones del Campeón Eterno.
Siglos antes del nacimiento de Elric, Melniboné dominaba su mundo por medio de la magia.  Por aquel entonces era conocida también como el Imperio Radiante.  Sin embargo, cuando Elric nació ya había perdido su influencia, siendo una nación de tantas.  Su gente, los melniboneses, no son humanos, siendo comparados con los elfos de las leyendas: hábiles artistas llenos de magia y belleza, pero, al contrario que éstos, dotados de una naturaleza cruel.  Su sociedad está regida por muchas costumbres muy antiguas.
La capital de la isla es Imrryr, conocida también como la Ciudad de los Sueños.
- Datos: Q2468788